# Sciasmomyia meijerei
Sciasmomyia meijerei är en tvåvingeart som beskrevs av Friedrich Georg Hendel 1907. Sciasmomyia meijerei ingår i släktet Sciasmomyia och familjen lövflugor. Inga underarter finns listade i Catalogue of Life.